# Советское (Ялта)
Сове́тское (укр. Совєтське, ранее и с 2023 года согласно позиции Украины — Долоссы́; укр. Долосси, крымскотат. Dolossı, Долоссы) — посёлок городского типа / посёлок на южном берегу Крыма. Входит в городской округ Ялта Республики Крым (согласно административно-территориальному делению Украины — Ялтинский горсовет Автономной Республики Крым, центр Массандровского поссовета).

## Население
| 1979 | 1989 | 2001 | 2009 | 2010 | 2011 |
| ---- | ---- | ---- | ---- | ---- | ---- |
| 776  | ↘726 | ↘542 | ↗564 | ↗574 | ↗579 |
| 2012 | 2013 | 2014 | 2016 |      |      |
| ↘577 | ↘575 | ↗670 | ↗679 |      |      |

## География
Расположен севернее Ялты и Массандры, на склоне Никитской яйлы, высота центра посёлка над уровнем моря 458 м. У посёлка проходит региональная автодорога 35К-001 Романовское шоссе (по украинской классификации — Т-0109)., с Ялтой Советское связано автобусным сообщением.

## История
На верстовой карте 1890 года на месте Советского обозначено лесничество. В путеводителе Григория Москвича 1911 года упомянут чаир Доласы.
Строительство первого при советской власти санатория Долоссы, на средства ВЦСПС, было начато в 1925 году, тогда же были построены бараки для рабочих, давших начало посёлку. Согласно Списку населённых пунктов Крымской АССР по Всесоюзной переписи 17 декабря 1926 года, в санатории Долоссы, Ай-Васильского сельсовета Ялтинского района, числилось 56 дворов, все некрестьянские, население составляло 70 человек, из них 58 русских, 6 украинцев, 2 еврея, 1 латыш, 1 немец, 2 записаны в графе «прочие». Строительство санатория, в основном, было закончено в августе 1927 года, в 1929 году Советскому, согласно информации на сайте Верховной рады Украины и в издании «Города и сёла Украины», был присвоен статус пгт, но в «Справочнике административно-территориального деления Крымской области на 15 июня 1960 года» значится ещё просто посёлком, как и в справочнике «Крымская обл. — 1968 год», а в издании 1977 года он уже записан, как пгт. Решением исполнительного комитета Крымского областного Совета депутатов трудящихся № 385 от 27 июля 1971 года «Об отнесении некоторых населённых пунктов г. Ялты к посёлкам городского типа» посёлок Советское был отнесен к категории посёлков городского типа. С 12 февраля 1991 года селение в составе восстановленной Крымской АССР, 26 февраля 1992 года переименованной в Автономную Республику Крым. С 21 марта 2014 года в составе Севастополя аннексировано Россией, с 5 июня 2014 года — в Городском округе Ялта.
12 мая 2016 года парламент Украины, не признающей осуществлённое в 2014 году аннексия Крыма Российской Федерацией, принял постановление о переименовании посёлка в Долоссы (укр. Долосси), в соответствии с законами о декоммунизации, однако данное решение не вступает в силу до «возвращения Крыма под общую юрисдикцию Украины».